# Аїрмед
Арвєд (давньоірл. Airmed, сучасна ірл. —Airmheadh) — в ірландській міфології богиня медицини, донька Діана Кехта, сестра Міаха, представниця Племен богині Дану; допомагала зцілювати Нуаду.

## Міфологічний сюжет
Після смерті її брата Міаха, на місці поховання якого виросло 365 цілющих трав, Арвєд розсортувала їх за лікувальними властивостями. Однак Діан Кехт перемішав усі ці трави, після чого більше ніхто не зміг правильно їх упорядкувати. Внаслідок цих подій в Ірландії значно зросли страждання людей від різноманітних ушкоджень і хвороб, адже лікування стало набагато складнішим і непевнішим.